# Derinda Township
Die Derinda Township ist eine von 23 Townships im Jo Daviess County im Nordwesten des US-amerikanischen Bundesstaates Illinois.

## Geografie
Die Derinda Township liegt rund 20 km westlich des Mississippi, der die Grenze zu Iowa bildet. Die Grenze zu Wisconsin liegt rund 40 km nördlich.
Die Derinda Township liegt auf 42°14′22″ nördlicher Breite und 90°09′24″ westlicher Länge und erstreckt sich über 95,86 km², die sich auf 95,7 km² Land- und 0,16 km² Wasserfläche verteilen. Im Westen der Township liegt der Fitzgerald Lake.
Die Derinda Township grenzt innerhalb des Jo Daviess County im Westen an die Hanover Township, im Nordwesten an die Elizabeth Township, im Norden an die Woodbine Township, im Nordosten an die Stockton Township und im Osten an die Pleasant Valley Township. Im Süden grenzt die Derinda Township an das Carroll County. 

## Verkehr
In der Derinda Township existieren keine Fernstraßen. Neben County Roads durchziehen weiter untergeordnete und zum Teil unbefestigte Straßen die Township.
Die nächstgelegenen Flugplätze sind der rund 70 km westlich in Iowa gelegene Dubuque Regional Airport, der rund 70 km nordwestlich in Wisconsin gelegene Platteville Municipal Airport, der Albertus Airport im rund 80 km östlich gelegenen Freeport im Stephenson County und der rund 30 km südlich im Carroll County gelegenen Tri-Township Airport bei Savanna.

## Bevölkerung
Bei der Volkszählung im Jahr 2010 hatte die Township 321 Einwohner. Die gesamte Bevölkerung der Township lebt über das Gebiet verstreut und es existiert keine Siedlung.